# U-Jin
U-Jin (遊人, Yūjin) és un autor japonés de còmic eròtic nascut el 1959,
creador de sèries de manga hentai com Angel o Visionary, ambdós publicades en castellà per Norma Editorial.

## Obres
El 1988 començà la publicació en la revista Shukan Young Sunday de la sèrie Angel, una paròdia sexual d'un manga shōnen molt popular, Kimagure Orange Road: les queixes dels lectors feren que l'editorial Shogakukan cancel·lara la sèrie; el 1993, l'editorial Cybele Shuppan (especialitzada en hentai) la reedità en set volums tankōbon.
En l'argument, una xica anomenada Shizuka torna a la seua ciutat natal per a retrobar a Kosuke Atami, un jove que li salvà la vida quan eren xicotets: llavors ella es matricula en el seu institut i ambdós es dediquen a resoldre problemes gràcies a la força física de Shizuka i l'enginy d'Atami.
Entre 1993 i 1994 es publicaren tres videojocs amb dibuixos (sense nudisme) d'U-Jin per a la Super Famicom: Yūjin Janjuu Gakuen, Yūjin no Furi Furi Girls i Yūjin Janjuu Gakuen 2:
Furi Furi Girls és un híbrid de joc de taula i joc de rol per a quatre jugadors en el qual s'han de guanyar combats de pedra, paper, tisores contra monstres fins a aconseguir una clau que obri l'eixida del laberint.
El 1994 també s'estrenà New Angel, una adaptació a l'anime de la seua opera prima, una sèrie de cinc OVAs produïda per Pink Pinneapple i Triple X.
Alhora que es publicava Angel en castellà, Norma també edità el primer volum (de deu) de Visionary en format de comic-books americans de vint-i-quatre pàgines amb històries breus autoconclusives, recopilades més tard en un sol volum retapat de 272 planes.
El 2003 començà la publicació de Gakuen Heaven, una altra sèrie ecchi ambientada en un institut femení.
En Peach!, un seinen recopilat en sis volums, el protagoniste és Houshi Saito, un jove que es veu obligat a seduir les alumnes d'una escola d'idiomes per a què renoven la matrícula; Glénat la publicà en castellà en tres volums dobles de tres-centes seixanta-sis pàgines cada un i un format més menut que el dels tankobon habituals.
| A.   | Títol                    | Editorial  | ISBN               | Detalls                          |
| ---- | ------------------------ | ---------- | ------------------ | -------------------------------- |
| 1988 | Angel                    | Shogakukan |                    | edició original en japonés       |
| 1994 | Angel                    | Norma      |                    | edició en castellà de 25 números |
| 1995 | U-Jeune                  | Norma      | ISBN 9788479042653 | llibre d'il·lustracions          |
| 1996 | Visionary                | Norma      |                    | edició en castellà de17 números  |
| 1996 | Visionary                | Norma      | ISBN 9788479044015 | volum recopilatori de la sèrie   |
| 2003 | 学園天国 (Gakuen Heaven) |            |                    |                                  |
| 2012 | Peach!                   | Glénat     |                    | edició en castellà en 3 volums   |